# Orchesella colluvialis
Orchesella colluvialis (лат.) — вид коллембол (ногохвосток) рода Orchesella из семейства энтомобрииды. Обитает в Испании.

## Описание
Длина тела от 4,5 до 6,4 мм. Основной цвет тела равномерно бледный; глаза чёрные; голова со светло-голубым пигментом только латеральнее глаз и места прикрепления антенн; усики пигментированы на дорсальных частях члеников усика Ant I b, Ant II a, Ant II b и двух последних члениках. Некоторая пигментация есть латерально на грудном сегменте Th III, Abd II–III, Abd IV, Abd V и, у некоторых экземпляров, на наружном дистальном вертлуге, бедре и голени. Вид был впервые описан в 2017 году испанскими энтомологами Rafael Jordana и Enrique Baquero (Departamento de Biología Animal, Universidad de Navarra, Памплона, Испания). Название вида следует за экологической нишей, в которой он был обнаружен (каменный детрит и почва, скопившиеся у подножия горы) от латинского слова colluvium (материал, скапливающийся у подножия крутого склона).
Изучение кишечного содержимого образцов, установленных на предметных стеклах, позволило обнаружить аморфное органическое вещество, хотя некоторые пыльцевые зерна также присутствовали в некоторых образцах, которые, вероятно, принадлежали сосне обыкновенной (Pinus sylvestris), которые распространены в этом район обитания.